# Ільницький Сергій Олександрович
Сергі́й Олекса́ндрович Ільни́цький — солдат Збройних сил України, учасник російсько-української війни.

## З життєпису
Потрапив під обстріл, який терористи завдали з «Градів» під Луганськом, коли війська ЗСУ перекривали кордон. Важко поранений, втратив кінцівку — перебував у автівці, намагався укритися, був поранений у руку й ногу, однак набої доставив. Першу допомогу надали на полі бою, вертольотом відправлений у Дніпропетровськ, там ампутували ногу; лікується в Київському військовому шпиталі.

## Нагороди
2 серпня 2014 року — за особисту мужність і героїзм, виявлені у захисті державного суверенітету та територіальної цілісності України, вірність військовій присязі під час російсько-української війни, відзначений — нагороджений орденом «За мужність» III ступеня.